# Ivo Pazderka
Ivo Pazderka (13. července 1916 Kutná Hora – ?) byl československý důstojník, příslušník 1. československého armádního sboru.

## Život

### Před druhou světovou válkou
Ivo Pazderka se narodil 13. července 1916 v Kutné Hoře v rodině Otty Pazderky a Zdenky, rozené Rakové. V Bečvárech vychodil obecnou školu, poté studoval Vyšší reálné gymnázium postupně v Kolíně a Rychnově nad Kněžnou. Prezenční vojenskou službu nastoupil v roce 1935 u dělostřelců v Praze. V jejím rámci absolvoval školu pro důstojníky dělostřelectva v záloze v Litoměřicích, mezi lety 1936 a 1937 studoval na Vojenské akademii v Hranicích, načež se stal vojákem z povolání a do rozpadu republiky sloužil u dělostřeleckého pluku 104 a na velitelství 2. armádního sboru v Hradci Králové.

### Druhá světová válka
Po německé okupaci opustil Ivo Pazderka 27. července 1939 ilegálně Protektorát Čechy a Morava a v druhé polovině srpna nastoupil polskému dělostřelectvu. Dne 12. září přestoupil do československé zahraniční jednotky a po pádu Polska se mu podařilo dostat se až do Istanbulu, kde byl zatčen a několik týdnů internován. Po intervenci československých a britských orgánů byl propuštěn a v září 1940 se v Gedeře u Tel-Avivu opět přihlásil do československého zahraničního vojska. Zúčastnil se bojů u Tobruku, protiletecké obrany Haify a opět Tobruku. V létě 1943 byl přes Írán odeslán do Sovětského svazu, kde se stal velitelem I. dělostřeleckého oddílu Československé samostatné brigády. Na tomto postu se zúčastnil bojů o Kyjev, Bílou Cerekev a Žaškov. Jako velitel dělostřeleckého protitankového oddílu 2. československé paradesantní brigády bojoval v Karpatsko-dukelské operaci. V září 1944 byl vysazen na letišti Tri duby a zúčastnil se ústupových bojů během Slovenského národního povstání, po jeho pádu ustoupil do hor a pokračoval v boji mezi partyzány. Po přechodu fronty se v lednu 1945 se stal náčelníkem štábu 2. paradesantní brigády a v březnu téhož roku velitelem dělostřeleckého pluku 8. Válku ukončil v hodnosti štábního kapitána.

### Po druhé světové válce
Po skončení druhé světové války velel Ivo Pazderka několika dělostřeleckým útvarům na Slovensku, od července téhož roku pak náčelníkem štábu velitelství dělostřelectva 2. armádního sboru v Hradci Králové a od ledna 1946 velitelem dělostřeleckých jednotek v Josefově, Kolíně a Opavě. V roce 1950 se stal pedagogem vyučujícím taktiku dělostřelectva v Praze a následně v Brně. Mezi lety 1956 a 1964 působil na velitelství 4. armády v Táboře, poté v kanceláři náměstka ministra národní obrany a v letech 1966 až 1971 jako pedagog na vojenských katedrách v Brně a Plzni. Následně odešel v hodnosti plukovníka do důchodu. Publikoval odborné články na téma vševojskové přípravy.

## Rodina
Ivo Pazderka se dvakrát oženil. Poprvé se Zdenou Krejsovou, manželům se v roce 1946 narodil syn Ivan a v roce 1948 syn Zdeněk. Podruhé pak Annou Majerovou.

## Vyznamenání
- 1943 a 1944 Řád rudé hvězdy
- 1945 Československý válečný kříž 1939
- Československá medaile za zásluhy I. stupně
- Československá medaile Za chrabrost před nepřítelem
- Řád Slovenského národního povstání II. třídy
- Řád vlastenecké války II. stupně
- Medaile za vítězství nad Německem ve Velké vlastenecké válce 1941–1945
- Pamětní medaile československé armády v zahraničí
- Kříž za chrabrost